# Eutanasia: Uscita di sicurezza
Eutanasia: Uscita di sicurezza (titolo completo Eutanasia: Uscita di sicurezza, istruzioni per l'uso, titolo originale Final Exit - Full Exit: The Practicalities of Self-Deliverance and Assisted Suicide for the Dying) è un libro del 1991 scritto da Derek Humphry, un giornalista statunitense di origini britanniche, autore e sostenitore del suicidio assistito che ha co-fondato l'ora defunta Hemlock Society nel 1980 e ha co-fondato la Final Exit Network nel 2004. Il libro è stato pubblicato per la prima volta nel 1991 dalla Hemlock Society USA con copertina rigida. L'anno successivo la sua seconda edizione fu pubblicata da Dell in edizione economica. L'attuale edizione aggiornata è stata pubblicata nel 2007 in Italia e nel 2010 negli USA.
Il libro, spesso descritto come un "manuale del suicida", descrive mezzi che i malati terminali possono usare per porre fine alla propria vita. Il libro delinea ulteriormente le leggi, le tecniche e le pertinenti volontà dei viventi .Final Exit è stato percepito come controverso, e il libro ha guidato il dibattito sul diritto alla morte. Un'altra preoccupazione era che le persone malate di mente potessero usare le informazioni trovate nel libro per porre fine alla propria vita. Nonostante le polemiche, Final Exit ha raggiunto il primo posto nella classifica dei best seller del New York Times nell'agosto del 1991.
Final Exit Network afferma che sono state vendute circa 750 000 copie negli Stati Uniti e in Canada e circa 500.000 nelle altre zone del mondo. Il libro è vietato in Francia.Final Exit è il terzo libro di Derek Humphry sul tema dell'auto-eutanasia; è stato preceduto da Jean's Way (1978) e Liberi di morire, le ragioni dell'eutanasia (tit.orig The Right to Die: Understanding Euthanasia) del 1986.

## Il successo del libro
Nel 1991, Final Exit ha trascorso 18 settimane nella lista dei best seller di saggistica del New York Times, ha raggiunto il numero 1 in agosto ed era 25° nella lista di USA Today dell'aprile 2007 di 25 libri che lasciano un'eredità.
È stato tradotto in 12 lingue. La versione originale in lingua inglese è alla sua terza edizione, quella in lingua italiana alla seconda.
Nel 2000, Derek Humphry ha registrato una versione video VHS delle informazioni nel libro; una versione DVD e una versione Kindle] sono state rilasciate rispettivamente nel 2006 e nel 2011. Una quarta edizione, 'Final Exit 2020' è stata rilasciata come ebook.
Il filosofo Peter Singer lo inserì in un elenco dei suoi primi dieci libri in The Guardian.

## Riferimenti nella cultura pop
- La band di Industrial metal Fear Factory utilizza le citazioni del video di Humphry nell'ultima traccia, "Final Exit", del loro settimo album in studio Mechanize.
- In un episodio di Natale di Mystery Science Theater 3000, il dottor Forrester consegna a Frank una copia del libro in regalo dopo aver rivelato di aver rubato il sangue di Frank per pagarlo.
- Nell'episodio 11 della sesta stagione di Married ... with Children, Al Bundy può essere visto mentre legge questo libro mentre è a letto.
- Nell'episodio 6 della prima stagione di The Powers That Be (1992), Theodore Van Horne (David Hyde Pierce) legge questo libro a letto spuntando i metodi che ha provato.
- Bill Hicks ha incorporato questo libro in molti dei suoi spettacoli bootleg come preparazione di uno dei suoi controversi sketch su come l'eutanasia può rendere i film più interessanti e credibili, citando una frase "Mettili nei film ..."
- Nell'episodio 10 della prima stagione dello show televisivo Showtime Huff, Beth Huffstodt trova una copia del libro nell'armadio di sua suocera e si preoccupa che sua suocera abbia intenzione di uccidersi.
- Nel romanzo All My Puny Sorrows, la suicida Elfriedaordina una copia di questo libro e suo marito e sua sorella discutono se eliminarlo o meno.
- Il libro è menzionato nel romanzo Il trattamento (dove si trova nella casa di un uomo che si è suicidato)
- Humphry riassume la reazione mondiale all'uscita finale nel suo libro di memorie Good Life, Good Death (Carrel Books, NY, 2017)
- Nell'episodio 14 dell'ultima stagione di Golden Girls ("Old Boyfriends"), Rose sta leggendo la rubrica personale del loro giornale locale per Sophia. Uno degli annunci fa riferimento a Final Exit come uno degli hobby di un individuo che cerca un partner.
- Il libro è in bagno nel film del 2016 Sister Cities in cui la madre, affetta da SLA, ha pianificato la propria uscita.